# WWE Speed Championship
Il WWE Speed Champion è un titolo di wrestling di proprietà della WWE. È accessibile a tutti i wrestler dei tre roster (Raw, SmackDown, NXT), ed è detenuto da El Grande Americano dal 7 maggio 2025.

## Storia
Il 9 febbraio 2024, la WWE ha annunciato una partnership con X per introdurre WWE Speed, un nuovo programma interamente in streaming sul social media. I wrestler si esibiranno in match con limite massino 5 minuti. Il primo episodio è stato mandato in streaming il 3 aprile 2024 con l'inizio del torneo per l'assegnazione del titolo. La finale è stata registrata il 26 aprile e mandata in onda il 3 maggio 2024, segnando l'inizio del regno di Ricochet.

## Torneo per l'assegnazione
|  |                                                  |                                                  |                                                  |                |                |                                                    |                                                    |                                                    |  |  |                              |                              |                              |
|  | Quarti di finale Speed (dal 3 al 17 aprile 2024) | Quarti di finale Speed (dal 3 al 17 aprile 2024) | Quarti di finale Speed (dal 3 al 17 aprile 2024) |                |                | Semifinali Speed (dal 24 aprile al 1º maggio 2024) | Semifinali Speed (dal 24 aprile al 1º maggio 2024) | Semifinali Speed (dal 24 aprile al 1º maggio 2024) |  |  | Finale Speed (3 maggio 2024) | Finale Speed (3 maggio 2024) | Finale Speed (3 maggio 2024) |
|  | Quarti di finale Speed (dal 3 al 17 aprile 2024) | Quarti di finale Speed (dal 3 al 17 aprile 2024) | Quarti di finale Speed (dal 3 al 17 aprile 2024) |                |                | Semifinali Speed (dal 24 aprile al 1º maggio 2024) | Semifinali Speed (dal 24 aprile al 1º maggio 2024) | Semifinali Speed (dal 24 aprile al 1º maggio 2024) |  |  | Finale Speed (3 maggio 2024) | Finale Speed (3 maggio 2024) | Finale Speed (3 maggio 2024) |
|  |                                                  |                                                  |                                                  |                |                |                                                    |                                                    |                                                    |  |  |                              |                              |                              |
|  |                                                  |                                                  |                                                  |                |                |                                                    |                                                    |                                                    |  |  |                              |                              |                              |
|  | Ricochet                                         | Ricochet                                         | Pin                                              |                |                |                                                    |                                                    |                                                    |  |  |                              |                              |                              |
|  | Ricochet                                         | Ricochet                                         | Pin                                              |                |                |                                                    |                                                    |                                                    |  |  |                              |                              |                              |
|  | Dragon Lee                                       | Dragon Lee                                       | 2:57                                             |                |                |                                                    |                                                    |                                                    |  |  |                              |                              |                              |
|  | Dragon Lee                                       | Dragon Lee                                       | 2:57                                             |                |                |                                                    |                                                    |                                                    |  |  |                              |                              |                              |
|  |                                                  |                                                  |                                                  | Ricochet       | Ricochet       | Pin                                                |                                                    |                                                    |  |  |                              |                              |                              |
|  |                                                  |                                                  |                                                  | Ricochet       | Ricochet       | Pin                                                |                                                    |                                                    |  |  |                              |                              |                              |
|  |                                                  |                                                  | JD McDonagh                                      | JD McDonagh    | 1:58           |                                                    |                                                    |                                                    |  |  |                              |                              |                              |
|  |                                                  |                                                  |                                                  | JD McDonagh    | 1:58           |                                                    |                                                    |                                                    |  |  |                              |                              |                              |
|  | JD McDonagh                                      | JD McDonagh                                      | Pin                                              |                |                |                                                    |                                                    |                                                    |  |  |                              |                              |                              |
|  | JD McDonagh                                      | JD McDonagh                                      | Pin                                              |                |                |                                                    |                                                    |                                                    |  |  |                              |                              |                              |
|  | Axiom                                            | Axiom                                            | 2:26                                             |                |                |                                                    |                                                    |                                                    |  |  |                              |                              |                              |
|  | Axiom                                            | Axiom                                            | 2:26                                             |                |                |                                                    |                                                    |                                                    |  |  |                              |                              |                              |
|  |                                                  |                                                  |                                                  | Ricochet       | Ricochet       | Pin                                                |                                                    |                                                    |  |  |                              |                              |                              |
|  |                                                  |                                                  |                                                  |                |                |                                                    |                                                    |                                                    |  |  |                              |                              |                              |
|  |                                                  |                                                  | Johnny Gargano                                   | Johnny Gargano | 4:21           |                                                    |                                                    |                                                    |  |  |                              |                              |                              |
|  |                                                  |                                                  |                                                  | Johnny Gargano | 4:21           |                                                    |                                                    |                                                    |  |  |                              |                              |                              |
|  | Bronson Reed                                     | Bronson Reed                                     | Pin                                              |                |                |                                                    |                                                    |                                                    |  |  |                              |                              |                              |
|  | Bronson Reed                                     | Bronson Reed                                     | Pin                                              |                |                |                                                    |                                                    |                                                    |  |  |                              |                              |                              |
|  | Cedric Alexander                                 | Cedric Alexander                                 | 1:50                                             |                |                |                                                    |                                                    |                                                    |  |  |                              |                              |                              |
|  | Cedric Alexander                                 | Cedric Alexander                                 | 1:50                                             |                |                |                                                    |                                                    |                                                    |  |  |                              |                              |                              |
|  |                                                  |                                                  |                                                  | Johnny Gargano | Johnny Gargano | Pin                                                |                                                    |                                                    |  |  |                              |                              |                              |
|  |                                                  |                                                  |                                                  | Johnny Gargano | Johnny Gargano | Pin                                                |                                                    |                                                    |  |  |                              |                              |                              |
|  |                                                  |                                                  | Bronson Reed                                     | Bronson Reed   | 2:23           |                                                    |                                                    |                                                    |  |  |                              |                              |                              |
|  |                                                  |                                                  |                                                  | Bronson Reed   | 2:23           |                                                    |                                                    |                                                    |  |  |                              |                              |                              |
|  | Johnny Gargano                                   | Johnny Gargano                                   | Pin                                              |                |                |                                                    |                                                    |                                                    |  |  |                              |                              |                              |
|  | Johnny Gargano                                   | Johnny Gargano                                   | Pin                                              |                |                |                                                    |                                                    |                                                    |  |  |                              |                              |                              |
|  | Angel Garza                                      | Angel Garza                                      | 2:08                                             |                |                |                                                    |                                                    |                                                    |  |  |                              |                              |                              |
|  | Angel Garza                                      | Angel Garza                                      | 2:08                                             |                |                |                                                    |                                                    |                                                    |  |  |                              |                              |                              |

## Albo d'oro
Statistiche aggiornate al 6 agosto 2025. 
| # | Campione            | Regno | Data             | Giorni | Località             | Evento | Note                                                                                                 | Fonti |
| - | ------------------- | ----- | ---------------- | ------ | -------------------- | ------ | --- | ----- |
| 1 | Ricochet            | 1     | 3 maggio 2024    | 42     | Cincinnati, Ohio     | Speed  | Ricochet ha vinto il torneo per l'assegnazione della cintura, sconfiggendo in finale Johnny Gargano. | [ 3 ] |
| 2 | Andrade             | 1     | 14 giugno 2024   | 159    | Louisville, Kentucky | Speed  | | [ 4 ] |
| 3 | Dragon Lee          | 1     | 20 novembre 2024 | 167    | Milwaukee, Wisconsin | Speed  | | [ 5 ] |
| 4 | El Grande Americano | 1     | 7 maggio 2025    | 91     | Omaha, Nebraska      | Speed  | | [ 6 ] |